# Paulo Bernardo
Paulo Bernardo Silva GCRB • GOMM (São Paulo, 10 de março de 1952) é um sindicalista, bancário e político brasileiro filiado ao Partido dos Trabalhadores (PT). Foi ministro das Comunicações no Governo Dilma Rousseff, e ministro do Planejamento no Governo Lula.

## Vida pessoal
Paulo Bernardo Silva nasceu na cidade de São Paulo, sendo filho de Alfredo Manoel da Silva e Sydnéa Bernardes da Silva. É funcionário do Banco do Brasil e cursou Geologia na Universidade de Brasília, não tendo concluído o curso. Formou-se em Geografia (licenciatura) na Universidade de Brasília, em 2024. Foi casado, até 2019,  com a deputada federal Gleisi Hoffmann (PT). Há seis anos, está em relacionamento estável com Ana D B C Rodrigues.

## Carreira política
Entrou na política pelo sindicalismo como membro da diretoria do Sindicato dos Bancários do Paraná. Filiou-se no PT em 1984 e foi deputado federal pelo Paraná em três legislaturas (1991–1995, 1995–1999 e 2003–2005).
Neste período também exerceu os cargos de Secretário de Fazenda do Estado do Mato Grosso do Sul entre janeiro de 1999 e dezembro de 2000 e de secretário de Fazenda da prefeitura de Londrina, entre janeiro de 2001 e março de 2002.

### Desempenho eleitoral
| Ano  | Cargo                        | Votos  | Resultado | Ref.   |
| ---- | ---------------------------- | ------ | --------- | ------ |
| 1990 | Deputado federal pelo Paraná | 9.644  | Eleito    | [ 9 ]  |
| 1994 | Deputado federal pelo Paraná | 20.459 | Eleito    | [ 9 ]  |
| 2002 | Deputado federal pelo Paraná | 72.831 | Eleito    | [ 10 ] |

### Ministro
Em 22 de março de 2005, licenciou-se de seu mandato de deputado federal para assumir o Ministério do Planejamento, Orçamento e Gestão, na gestão do então presidente, Luiz Inácio Lula da Silva. No mesmo dia, foi admitido pelo presidente Lula na Ordem do Mérito Militar, portando o penúltimo grau de Grande-Oficial especial. Em agosto do mesmo ano, foi admitido por Lula já ao último grau da Ordem de Rio Branco, a Grã-Cruz suplementar.
Integrou também o governo Dilma Rousseff desde seu início, como Ministro das Comunicações. Uma das metas de sua gestão foi reforçar o Plano Nacional de Banda Larga. Em janeiro de 2015, na reforma ministerial da transição para o segundo mandato de Dilma, Ricardo Berzoini assumiu o ministério no lugar de Paulo Bernardo.

## Operação Lava-Jato

### Operação Custo Brasil
Foi investigado e indiciado pela Operação Custo Brasil, desdobramento da Operação Lava Jato em São Paulo. 

#### Prisão preventiva
Foi preso preventivamente em Brasília em 23 de junho de 2016, e transferido por via aérea pela Polícia Federal para São Paulo. Junto com outras sete pessoas prestou depoimento na  Sexta Vara da Justiça Federal. Enquanto isso, o grupo de pronta intervenção da Polícia Federal cercou a sede do diretório nacional do Partido dos Trabalhadores, em São Paulo, e cumpriu mandado de busca e apreensão. A revista Veja informou erroneamente que no mesmo dia a Polícia Federal pediu seu indiciamento.
Segundo a Força Tarefa, a empresa Consist, contratada pelo Ministério do Planejamento para gestão de crédito consignado a funcionários públicos, cobrava mais do que deveria e repassava 70% do seu faturamento para o PT e para políticos.. Como ministro do Planejamento, Paulo Bernardo teria um papel chave nesses desvios.
Em 29 de junho de 2016 o Supremo Tribunal Federal, em despacho do ministro Dias Toffoli, atendeu parcialmente o pedido da defesa de Paulo Bernardo. Revogou sua prisão, mas recusou outra solicitação da defesa do petista para que o caso fosse encaminhado da Justiça Federal de São Paulo para o STF . Na decisão, o ministro do STF considerou a prisão um 'flagrante constrangimento ilegal'. O  juiz Paulo Bueno de Azevedo, da 6ª Vara Federal de São Paulo, determinou a revogação de sete outros investigados (com exceção de João Vaccari, investigado por outros delitos).

#### Indiciamento e julgamento
Em 27 de julho de 2016, foi indiciado pela Polícia Federal.
Em 1º de agosto, foi denunciado pelo Ministério Público Federal (MPF) à Justiça pelos crimes de organização criminosa, corrupção passiva e lavagem de dinheiro, juntamente com 19 pessoas. Paulo Bernardo é acusado de receber recursos de um esquema de fraudes no contrato para gestão de empréstimos consignados no Ministério do Planejamento. Em 4 de agosto, a Justiça Federal aceitou a denúncia do MPF e Paulo Bernardo tornou-se réu do processo, acusado de fraudar um serviço de gestão de crédito consignado a funcionários públicos.

#### Invalidação de provas
Em 26 de junho de 2018 a segunda turma do STF considerou inválidas provadas colhidas no apartamento funcional onde residia Paulo Bernardo com sua esposa, a então senadora Gleisi Hoffmann (PT-PR). O mandado foi emitido por juiz da primeira instância e mirava Paulo Bernardo, mas os ministros Dias Toffoli, Gilmar Mendes e Ricardo Lewandowski consideravam que era necessária autorização do STF para realização de busca em apartamento de senadora. O ministro Edson Fachin divergiu. O processo continua a correr na Justiça.

### Outros casos da Lava-Jato, campanha de 2010 e Trensurb
Foi absolvido, junto com a senadora Gleisi Hoffmann, de processo em que era acusado de recebimento de R$ 1 milhão supostamente desviado ada Petrobras para a campanha de Gleisi ao Senado, em 2010. Em 19 de junho de 2018 o STF considerou não haver provas contra os dois e o empresário  Ernesto Kugler Rodrigues. O caso havia se iniciado em 27 de setembro de 2016, como um dos processos iniciados pela força-tarefa Lava Jato.
Em 7 de maio de 2021, um delegado da Polícia Federal no Rio Grande do Sul o indiciou em investigação de supostas propinas ligadas a obras da empresa Trensurb. Junto com ele foram indiciados o ex-ministro Eliseu Padilha (MDB) e o ex-deputado federal Marco Maia (PT).